# Topònims de Bóixols
Llistat de topònims del poble de Bóixols, del terme municipal d'Abella de la Conca, al Pallars Jussà presents a la Viquipèdia.

## Edificis

### Castells
- Castell de Bóixols

### Esglésies

#### Romàniques
- Sant Vicenç de Bóixols

#### D'altres èpoques
- Mare de Déu de Carrànima

### Masies (pel que fa a l'edifici)
| - Ca l'Astor - Cal Badia - Cal Carreu - Cal Cerdà - Cal Gonella | - Cal Gravat - Cal Gravat del Cerdà - Cal Guitona - Cal Mascarell | - Cal Mateu - Cal Mestre - Cal Moià - Cal Pletes | - Cal Plomall - Cal Sol - Cal Tinyola - Cal Valldoriola |

### Molins
| - Molí de Bóixols | - Molí del Plomall |  |  |

### Ponts
- Pont del Plomall

## Geografia

### Arbres singulars
- Freixe de la Masia Gurdem

### Boscs

#### Conservats
- Bosc de les Colladetes.

### Camps de conreu
| - Camps de Cal Plomall - Camps de Cal Valldoriola - Lo Campanar | - Lo Tros del Castell - Collell | - Les Hortes - Trossos del Molí del Plomall | - Redona - La Tolla |

### Clots
| - Clot d'Espinauba - Clot d'Oriol | - Clot del Pi - Clot del Tinyola | - Clot del Vicent | - Clot de la Viuda |

### Colls, collades, graus i passos
| - Coll de Bóixols | - Lo Collet |  |  |

### Corrents d'aigua (barrancs, canals, llaus, rases, rius i torrents)
| - Rasa de Bóixols - Torrent de Budeu - Barranc de Ca l'Astor | - Barranc de Cal Cerdà - Barranc de Cal Mascarell - Barranc del Clot d'Espinauba | - Riu de Collell - Barranc de Fontmil | - Riu de Pujals - Riu Rialb |

### Costes de muntanya
| - La Costa | - Costa de les Basses (a Bóixols) | - Cap de la Costa de les Bosses | - Les Costes (a Bóixols) |

### Diversos (indrets i partides)
| - Forat de Bóixols - La Cantalera | - Cal Carreu - Gavernera | - Pont del Plomall | - Setcomelles |

### Entitats de població
- Bóixols

### Masies (pel que fa al territori)
| - Ca l'Astor - Cal Badia - Cal Carreu - Cal Cerdà - Cal Gonella | - Cal Gravat - Cal Gravat del Cerdà - Cal Guitona - Cal Mascarell | - Cal Mateu - Cal Mestre - Cal Moià - Cal Pletes | - Cal Plomall - Cal Sol - Cal Tinyola - Cal Valldoriola |

### Muntanyes
| - Los Castellans - Tossal de la Devesa | - Estadella | - Mata de la Torre | - Tossal dels Tres Senyors |

### Obagues
| - Obaga dels Castellans - Obac de la Creu de Ferri | - Obaga de les Guitones - L'Obac | - Obac del Pi Gros | - Obac del Xut |

### Partides rurals
| - Les Bordes - Ca l'Astor - Cal Canal - Cal Valldoriola - Lo Campanar | - Clot d'Oriol - Coll de Bóixols - Coma Grau - Fiter - Font Freda | - Gavernera - Hort de la Font - Obac de Carrànima - La Pera | - Les Planes - Ribera de Flac - Serrat del Sastre - Vall de Flac |

### Roques
| - La Roca Alta - Roques de Cal Taó | - Roques de les Canals del Grau | - La Penya Blanca | - Lo Picalt |

### Serres
| - Serra de Carrànima | - Serra de Cal Mestre | - Serra de Pi |  |

### Solanes
| - Les Solanetes | - Solà de la Teulera |  |  |

### Vies de comunicació
| - Carretera del Bosc d'Abella - Camí de Ca l'Astor - Camí de Cal Cerdà | - Camí de Carrànima - Pista de Carrànima | - Camí de Casa Girvàs - Carretera L-511 | - Camí del Plomall - Camí del Tossal |